# Bibio flavissimus
Bibio flavissimus är en tvåvingeart som beskrevs av Enrico Adelelmo Brunetti 1925. Bibio flavissimus ingår i släktet Bibio och familjen hårmyggor. Inga underarter finns listade i Catalogue of Life.